# Нюроп, Камиллус (медик)
Камиллус Нюроп (дат. Camillus Nyrop; 18 февраля 1811, Рисеруп, остров Фальстер — 24 декабря 1883, Копенгаген) — датский медик и медицинский инженер. Отец историка Камиллуса Нюропа и филолога Кристофера Нюропа, дядя архитектора Мартина Нюропа.
Сын священника. С 15 лет учился кожевенному делу у копенгагенского придворного кожевника, затем заинтересовался медицинскими инструментами и перешёл в обучение к придворному кузнецу Хюттемейеру. В 1834—1838 гг. изучал изготовление хирургических инструментов в Берлине, Вене и наконец в Париже у Ж. Ф. Б. Шаррьера, с 1838 г. практиковал в Копенгагене. С 1841 г. работал в Королевской академии хирургии, влившейся годом позже в состав Копенгагенского университета. С 1860 г. профессор.
Помимо собственно инструментов, работал над созданием корсетов для использования при повреждениях позвоночника, много экспериментировал в области протезирования (в частности, конструировал специализированные протезы рук для различных видов деятельности, от вязания до игры в карты).
Опубликовал трёхтомник «Корсеты и инструменты» (дат. Bandager og Instrumenter; 1864—1877).